# Roboten Rob
Roboten Rob, orig. Rob the Robot, är en CGI-animerad TV-serie för barn i förskoleåldern, som visas[när?] på Barnkanalen. Den är samproducerad av Amberwood Entertainment (Kanada), One Animation (Singapore), och Frederator Studios (USA). Serien kretsar kring fyra unga kompisar som flyger i ett rymdskepp till olika planeter för att lösa diverse uppdrag.

## Huvudfigurer
Kompisarna:
- Roboten Rob, en glad och nyfiken liten robotpojke, agerar ofta ledare för kompisgänget. Färg: silver.
- Emma, den enda i gänget som inte är en robot utan är en utomjording. En tuff tjej som ibland rivaliserar med Rob. Färg: grön.
- Omlopp, orig. Orbit, ofta mer rädd och tveksam än de andra i gänget. Färg: orange.
- V.L., Verktygslådan, orig. T.K., ToolKit, en snäll och hjälpsam robotflicka med ett osannolikt förråd av reservdelar i sin ficka. Färg: röd.

...samt:
- Skrammel
- Rymdkontrollen, en röst och robotarm inne i raketen som har en viss föräldraroll för kompisarna, hjälper dem att välja planet, entusiasmerar dem och tar emot deras rapport efter varje avslutat uppdrag.

### Svenska röster
- Roboten Rob: Mimmi Sandén
- Emma: Filippa Åberg
- Omlopp: Josefine Götestam
- V.L.: Julianna Wretman Werner
- Rymdkontrollen: Jonas Bergström